# Portrait d'homme (Baldung)
Portrait d'homme est une peinture à l'huile sur bois de l'artiste allemand Hans Baldung. Exécutée en 1514, elle est conservée à la National Gallery de Londres.

## Description
Il s'agit du portrait d'un personnage non identifié, mais certainement riche et noble, probablement souabe. Sur l'une des deux chaînes en or qu'il porte, on voit un médaillon représentant la Vierge à l'Enfant symbole de la Compagnie de Notre-Dame du Cygne (instituée par Frédéric II de Brandebourg, et réservée à la noblesse), sur l'autre médaillon un faucon et un poisson, les symboles de la Compagnie des Chevaliers du Faucon et du Poisson. La manche bouffante blanche est à peine visible, ce qui laisse penser que la peinture montrait à l'origine une grande partie du bras, qui plus tard a peut-être été coupée. Les portraits de Hans Baldung, qui peut avoir travaillé dans l'atelier d'Albrecht Dürer, sont moins introspectifs que ceux de son maître, mais recherchent davantage l'impact visuel, ici renforcé par le luxe des vêtements et des bijoux, ainsi que par le bleu vif de l'arrière-plan.